# Pool Malebo
Der Pool Malebo (früher Stanleypool, nach Henry Morton Stanley, auch Malebopool, Ngobilasee) ist eine Erweiterung des unteren Kongo in der Art eines Sees.

## Beschreibung

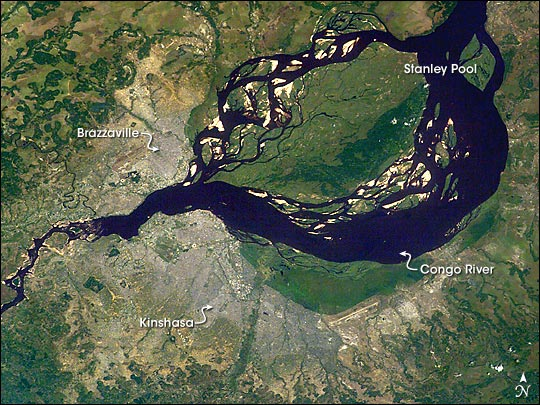
LANDSAT-Bild

Vor den Livingstonefällen, dem Durchbruch durch die Niederguineaschwelle, staut sich der wasserreiche Kongo zu einem Gewässer, dem Pool Malebo, auf, der etwa 30 km lang, 21 km breit und maximal 16 m tief ist. Der Pool Malebo liegt 272 m ü. d. M. Das Gewässer weist zahlreiche bewaldete Inseln auf und ist rings von etwa 600 m hohen Bergen umgeben.
An den Ufern des Pool Malebo, der mit dem Kongo die Grenze zwischen den beiden Staaten bildet, liegen die beiden Hauptstädte Kinshasa (Demokratische Republik Kongo) und Brazzaville (Republik Kongo).
Der Kongo ist aufgrund von flussabwärts liegenden Stromschnellen erst oberhalb des Pool Malebo schiffbar.

## Geschichte
Henry Morton Stanley erreichte den Pool Malebo am 12. März 1877 und gründete hier 1882 die „Station Léopoldville“ (das heutige Kinshasa), die sich nach und nach zu einem regionalen Handelszentrum und Ausgangspunkt der Expeditionen ins Kongobecken entwickelte. Die 1898 fertiggestellte Kongobahn verbindet noch heute das Gebiet des Pools Malebo mit dem Hafen Matadi.